# Houschäng Nejadepour
Houschäng Nejadepour är en musiker med persiskt påbrå, uppvuxen i Tyskland, mest känd som gitarrist och sitarspelare i banden Kraftwerk och Guru Guru.

## Biografi
Houschäng Nejadepours far hade en mattaffär på Stresemannstraße i Düsseldorf under 1970- och tidigt 1980-tal. Nejadepours först kända band The Smash bildades kring 1967 och hade bland andra Klaus Dinger på trummor. Kring 1971 spelade han i Kraftwerk tillsammans med Florian Schneider, Klaus Dinger, Eberhard Kranemann och Michael Rother, bland annat under en konsert på Werkustschule i Krefeld den 17 februari 1971. Samma år spelade han i frijazzgruppen Eiliff som släppte sitt debutalbum Eiliff på Philips 1971. Med sin fusion-progrock släppte de sitt andra album Girlrls ! på samma bolag året därpå. 1973 blev han istället medlem i gruppen Guru Guru som vid den här tiden var ett av de mest profilerade krautrockbanden. Tillsammans spelade de in albumet Dance Of The Flames som kom ut 1974 på Atlantic. Efter detta är uppgifterna om Nejadepours biografi oklara. År 1976 deltog han som soloartist på festivalen Jazz Rock Meeting i den sydtyska staden Lorsch. Runt 1980 spelade han tillsammans med jazztrummisen Martin Wieschermann i duon Welcome. Tillsammans spelade de in en demo men det blev aldrig något album.
Houschäng Nejadepour beskrivs som en ganska tyst och introvert person. Flera av dem han spelade tillsammans med vittnar om hans missbruk av droger. Vad som hände med honom efter början av 1980-talet är okänt.

## Diskografi (album)
- 1971 - Eiliff, Eiliff, Philips
- 1972 - Eiliff, Girlrls !, Philips
- 1974 - Guru Guru, Dance Of The Flames, Atlantic